# Classe Squalo
La classe Squalo est une classe de quatre sous-marins construits pour la Marine royale italienne (en italien, Regia Marina) mis en service au début des années 1930.

## Caractéristiques
Les sous-marins de la classe Squalo sont essentiellement des répétitions des classes Bandiera et Bragadin, ils appartenaient au type "Bernardis" et ont été les premiers sous-marins italiens de moyenne et grande taille à être performants dans tous les domaines ; ils étaient également adaptés aux mers chaudes, comme la mer Rouge. Ils sont cependant nés avec certains défauts des classes précédentes (ceci parce que la Regia Marina a fait la grosse erreur de commander trois classes de nouveaux sous-marins sans tester ne serait-ce qu'une d'entre elles en conditions réelles), en particulier la tendance à s'enfoncer dans la mer par la proue. Afin de contourner ce problème, le secteur de la proue a été modifié en la surélevant, donnant le profil caractéristique aux unités. À l'intérieur du sous-marin a également été obtenu un caisson d'auto-chargement utile pour amortir le tangage.
Ils déplaçaient 920 tonnes en surface et 1 125 tonnes en immersion. Les sous-marins mesuraient 69,8 mètres de long, avaient une largeur de 7,21 mètres et un tirant d'eau de 5,19 mètres. Ils avaient une profondeur de plongée opérationnelle de 90 mètres. Leur équipage comptait 53 officiers et hommes d'équipage.
Pour la navigation de surface, les sous-marins étaient propulsés par deux moteurs diesel de 1 500 chevaux (1 119 kW), chacun entraînant un arbre d'hélice. En immersion, chaque hélice était entraînée par un moteur électrique de 650 chevaux-vapeur (485 kW). Ils pouvaient atteindre 15,1 nœuds (28,0 km/h) en surface et 8 nœuds (15 km/h) sous l'eau. En surface, la classe Squalo avait une autonomie de 5 650 milles nautiques (10 460 km) à 8 noeuds (15 km/h), en immersion, elle avait une autonomie de 100 milles marins (190 km) à 3 noeuds (5,6 km/h).
Les sous-marins étaient armés de huit tubes lance-torpilles internes de 53,3 cm (21 pouces), quatre à l'avant et quatre à l'arrière. Ils transportaient au total une douzaine de torpilles. Ils étaient également armés d'un canon de pont de 102/35 Model 1914 pour le combat en surface. Leur armement anti-aérien consistait en deux mitrailleuses Breda Model 1931 de 13,2 mm.

## Navires de la classe
| Regia Marina - Classe Squalo | Regia Marina - Classe Squalo                       | Regia Marina - Classe Squalo | Regia Marina - Classe Squalo | Regia Marina - Classe Squalo                                                        | Regia Marina - Classe Squalo |
| Sous-marin                   | Chantier                                           | Lancement                    | Entrée en service            | Destination finale                                                                  |                              |
| ---------------------------- | -------------------------------------------------- | ---------------------------- | ---------------------------- | ----------------------------------------------------------------------------------- | ---------------------------- |
| Delfino                      | Cantieri Riuniti dell'Adriatico (CRDA)- Monfalcone | 27 avril 1930                | 19 juin 1931                 | Coulé par collision le 23 mars 1943                                                 |                              |
| Narvalo                      | Cantieri Riuniti dell'Adriatico (CRDA)- Monfalcone | 15 mars 1930                 | 6 décembre 1930              | Coulé par les destroyers HMS Hursley (L84) et HMS Pakenham (G06) le 14 janvier 1943 |                              |
| Squalo                       | Cantieri Riuniti dell'Adriatico (CRDA)- Monfalcone | 15 janvier 1930              | 10 octobre 1930              | Radié le 1er février 1948, puis démoli                                              |                              |
| Tricheco                     | Cantieri Riuniti dell'Adriatico (CRDA)- Monfalcone | 11 septembre 1930            | 25 juin 1931                 | Coulé par le HMS Upholder (P37), le 18 mars 1942                                    |                              |

Pendant la Seconde Guerre mondiale, ils ont opéré en Méditerranée avec de maigres résultats (le naufrage, par le Delfino, du croiseur léger grec neutre Elli, plus quelques dommages supposés ; le Tricheco a accidentellement coulé le sous-marin italien Gemma) et ont subi la perte de trois des quatre unités. En raison de leur taille, beaucoup plus grande que la classe 600 mais trop petite pour opérer dans l'Atlantique, ils ont également été utilisés pour transporter du matériel vers l'Afrique du Nord, et un sous-marin (le Narvalo) a été perdu sur cette route sous l'attaque des unités aériennes et navales britanniques qui sont intervenues par la suite. Seule le navire de tête de la classe; le Squalo a survécu à la guerre, étant ensuite mise au rebut.